# فيليبي اوغوستو
فيليبي اوغوستو (12 أغسطس 1993 إتامبي البرازيل - ) هو لاعب كرة قدم برازيلي، كلاعب وسط.

## روابط خارجية
- فيليبي اوغوستو على موقع اتحاد تركيا (لاعب) (الإنجليزية)
- فيليبي اوغوستو على موقع قاعدة بيانات كرة القدم.إي يو (الإنجليزية)
- فيليبي اوغوستو على موقع Soccerway.com (الإنجليزية)
- فيليبي اوغوستو على موقع عالم كرة القدم.نت (الإنجليزية)
- فيليبي اوغوستو على موقع AS.com (الإسبانية)